# São Pedro de Castelões
São Pedro de Castelões é uma freguesia portuguesa do município de Vale de Cambra, com 21,48 km² de área e 6831 habitantes (censo de 2021). A sua densidade populacional é 318 hab./km².
A sua sede, a povoação homónima de São Pedro de Castelões, foi elevada à categoria de vila em 2 de julho de 1993, sendo até então conhecida apenas pelo nome de Castelões.

## Demografia
A população registada nos censos foi:
| Distribuição da População por Grupos Etários | Distribuição da População por Grupos Etários | Distribuição da População por Grupos Etários | Distribuição da População por Grupos Etários | Distribuição da População por Grupos Etários |
| -------------------------------------------- | -------------------------------------------- | -------------------------------------------- | -------------------------------------------- | -------------------------------------------- |
| Ano                                          | 0-14 Anos                                    | 15-24 Anos                                   | 25-64 Anos                                   | > 65 Anos                                    |
| 2001                                         | 1275                                         | 1265                                         | 4075                                         | 1010                                         |
| 2011                                         | 973                                          | 854                                          | 4083                                         | 1344                                         |
| 2021                                         | 813                                          | 599                                          | 3572                                         | 1847                                         |

## Localidades
- Cavião[6]

## Património
- Ponte de Coronados
- «Brasão»
- Capelas de São Gonçalo, de Santo António e das Almas
- Casas de Baçar e da Mouta de Baixo com capela
- Ponte dos Coronados
- Monumento da Imaculada Conceição
- Casas da Bouça de Cartim e de Cabril com capelas
- Miradouros de Cavião, de Baralhas, de Decide e de Moscoso
- Alto das Meadinhas
- Sítio da Penaboa
- Lugares de Covo e de Entrepontes
- Praia fluvial do Poço da Moça
- Mamoa de Valinho